# Schlittenseilbahn

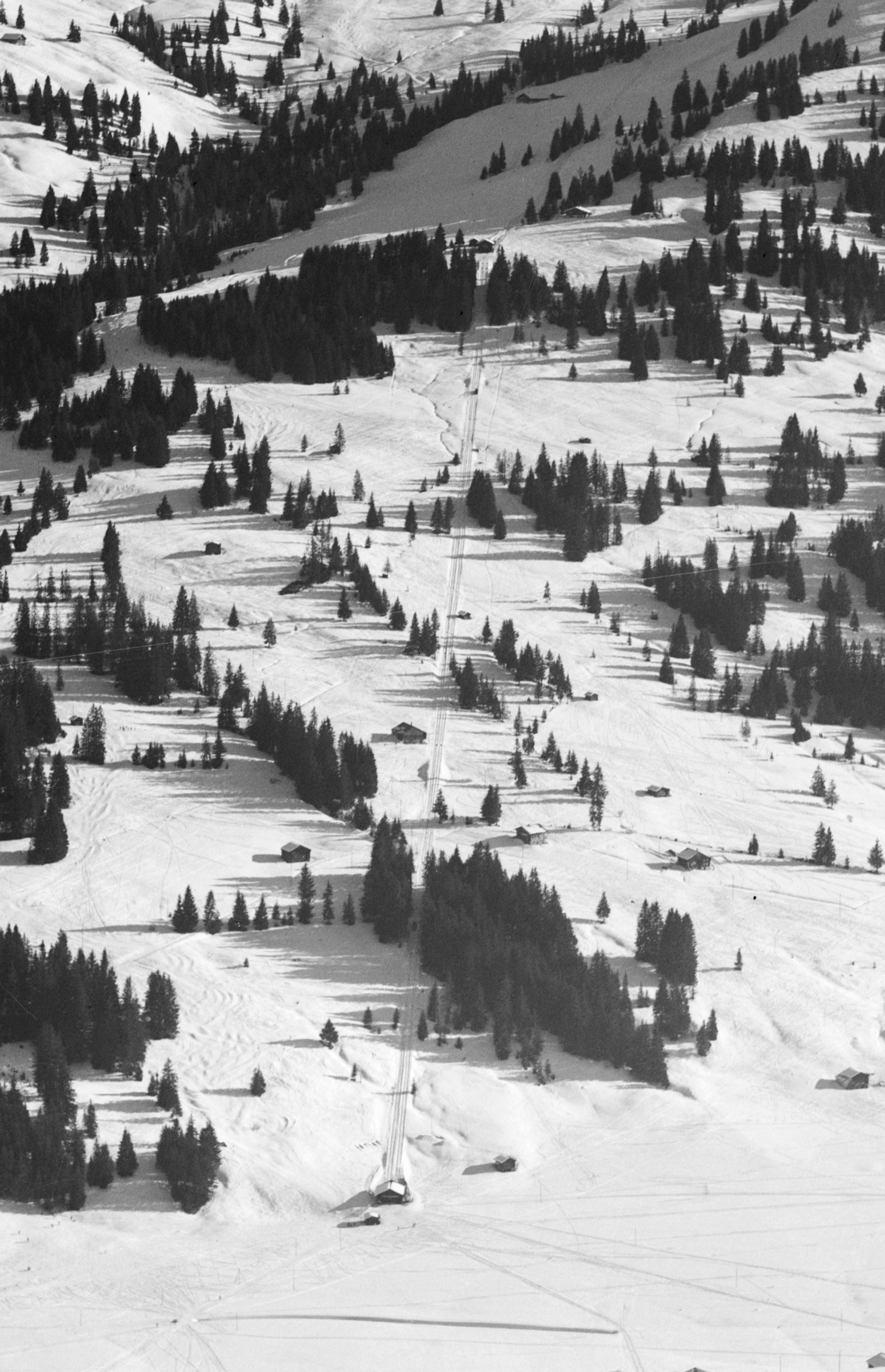
Schlittenseilbahn in Saanenmöser, 1949

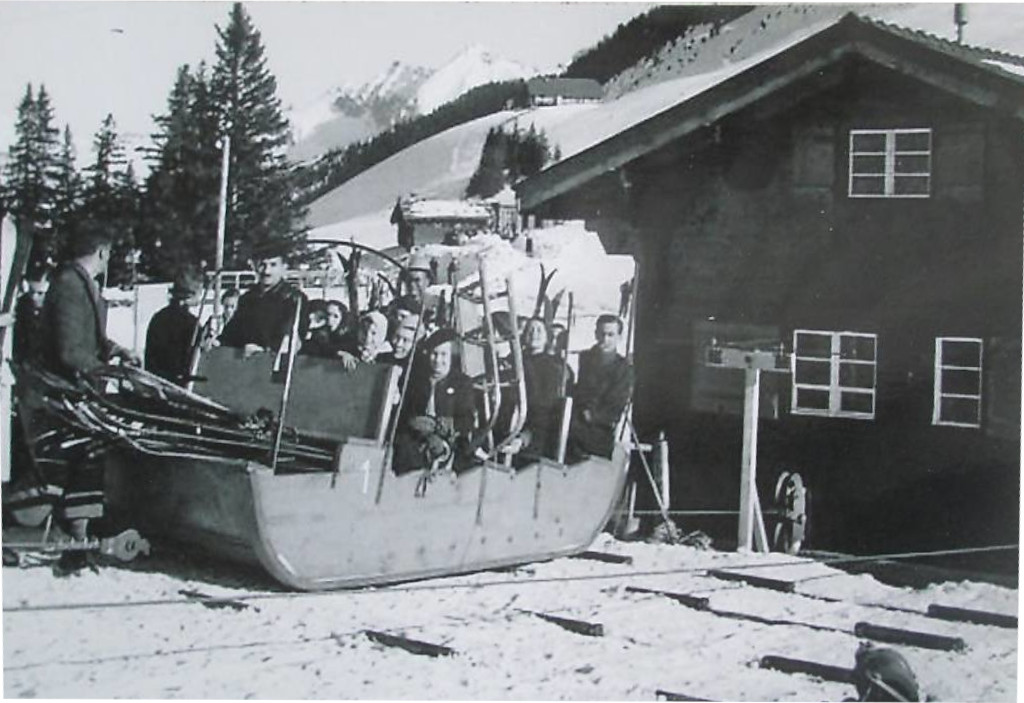
Talstation mit Schlitten der Funi Boden–Wintertal in Adelboden

Eine Schlittenseilbahn, auch Funi-Schlitten (von frz. funiculaire) bezeichnet, ist ein historisches Transportmittel für Wintersportler, das nicht mehr verwendet wird. 

## Technik
Zwei lenkbare Schlitten auf Kufen fahren wie eine Standseilbahn auf einem Schlepplift-ähnlichen Trassee am Boden auf Schnee gegenläufig hinauf und hinunter. Wie bei einer Standseilbahn stehen bergab fahrende leere Fahrzeuge mit bergauf fahrenden leeren Fahrzeugen annähernd im Gleichgewicht. Der Antrieb des Schleppseils, das beim Bergabfahren als Rückhalteseil wirkt, erfolgt in der Regel durch einen Elektromotor. Die Schlitten, die jeweils durch einen Führer gelenkt werden, sind mit verschiedenen Brems- und Sicherheitsvorrichtungen ausgestattet. Sie bieten bis zu 50 Passagieren Platz. Da die Funi-Schlitten auf dem Schnee fahren und wie ein Schlepplift mit niederer Seilführung betrieben werden, braucht eine Schlittenseilbahn weder Gleise noch Seilstützen und kann daher kostengünstig errichtet werden, der Betrieb ist aber personalintensiver als der Betrieb eines Schleppliftes. Die Zugseile werden normalerweise im Frühling eingerollt.

## Anlagen

### Österreich
Am Lank in Schwarzenberg, Vorarlberg, ging der Schlittenlift Bödele, die erste motorisch betriebene Aufstiegshilfe mit Schlitten für Skifahrer, 1908 in Betrieb. Konstruiert wurde die Anlage von Hugo Rhomberg und Alfred Rüsch. Der einzelne Schlitten wurde als Transportmittel für die Skisprungschanze verwendet und neben der Sprungbahn geführt. Die Skispringer konnten auf dem Aufzugschlitten auf zwei Bänken sitzend mitfahren.

### Schweiz
Funi-Schlitten gab es namentlich in den Toggenburger Dörfern Wildhaus (1937–1949) und Unterwasser (1938/39), in den Berner Oberländer Dörfern Gstaad (1934–1944), Lenk (1937–1947), Zweisimmen (1936–1957), Saanenmöser (1938–1986) und Grindelwald (1938–95), im Heiligkreuz im Entlebuch (1938–1946), im Glarner Braunwald (1936–1973) sowie auf der Lenzerheide (1936–1942) in Graubünden (1946 in Valbella wiederaufgebaut). Die meisten dieser Anlagen wurden bereits wenige Jahre nach Inbetriebnahme durch leistungsfähigere Aufstiegshilfen wie den Skilift ersetzt.

### Italien
1935 ging die erste slittovia Italiens in Bardonecchia im Piemont in Betrieb. 1935 folgten die Schlittenseilbahnen am Monte Bondone und in Madonna di Campiglio im Trentino, 1936 in Oropa im Piemont, 1937 in Cortina d’Ampezzo im Veneto, Roccaraso in den Abruzzen und zahlreiche weitere. Die erste Schlittenseilbahn im Südtirol war 1938 jene von Corvara im Gadertal. Die meisten dieser Bahnen wurden in den darauf folgenden Jahren durch Skilifte ersetzt.